# Análise de cima para baixo
Em ciência da computação e linguística, análise de cima para baixo é uma técnica de análise sintática em que primeiro se olha para o nível mais alto da árvore sintática e trabalha usando as regras de reescrita de uma gramática formal. O analisador sintático LL é um dos principais tipos que utiliza essa técnica. Ela é uma estratégia de análise de relacionamentos de dados desconhecidos, possível de ser aplicada em línguas naturais e em linguagem de programação.
A análise de cima para baixo pode ser vista como uma tentativa de encontrar as derivações mais à esquerda de um fluxo de entrada. A escolha inclusiva é usada para acomodar ambiguidades, expandindo todos os lados direitos alternativos das regras gramaticais.